# Hirshhorn Museum and Sculpture Garden
Le Hirshhorn Museum and Sculpture Garden est un musée consacré à l'art contemporain et à l'art moderne situé à Washington. Il fait partie de la Smithsonian Institution.

## Le musée
Le bâtiment, sans ouverture extérieure, affichant une teinte claire, est constitué d'un cylindre à quatre pieds au centre duquel se trouve une grande fontaine. Conçu par l'architecte Gordon Bunshaft, il a ouvert ses portes en 1974. Situé sur le Mall, le musée se trouve entre le National Air and Space Museum et le Arts and Industries Building.
La circulation intérieure est très simple : on fait le tour de chacun des étages. Dedans pénètre la lumière captée par l'ouverture du musée. Cette architecture originale renferme des collections d'art contemporain.
À l'extérieur du bâtiment, un jardin de sculptures accueille, entre autres, des œuvres de Rodin et de Calder.
À l'origine, le musée accueillait plus de 6 000 pièces collectionnées par l'homme d'affaires Joseph Hirshhorn (en) et données au gouvernement fédéral en 1966. Ce nombre a depuis été porté à 12 000.

## Collections
- Louis-Ernest Barrias
- Emmanuel Bellini
- Pierre Bosco
- Alexander Calder
- Claude Garache : Le Noeud (1964), Belle de tout le monde (1964)
- Edward Hopper : Hôtel près d'une voie ferrée (1952)
- Joan Miró : Peinture (Le Cheval de cirque) (1927)
- Ron Mueck : Big Man (2000).
- Claes Oldenburg : Dixie Cup and Candies (1962), Soft Engine for Airflow, Scale 5 (1966), Geometric Mouse: Variation I, Scale A (1971).
- Auguste Rodin
- Frank Stella : Arundel Castle (1959), Pagosa Springs (1960), Louisiana Lottery Co. (1962), Line Up (1962), Wolfeboro IV (1966), Concentric Squares (1966), Darabjerd III (1967), Black Series I (1967), Star Of Persia I et Star Of Persia II (1967), (Aluminum Series) Kingsbury Run (1970), Jablonow (Sketch) (1972), Quaqua! Attaccati La! (1985).
- Andy Warhol : Marilyn Monroe's Lips (1962).

## Galerie de photos

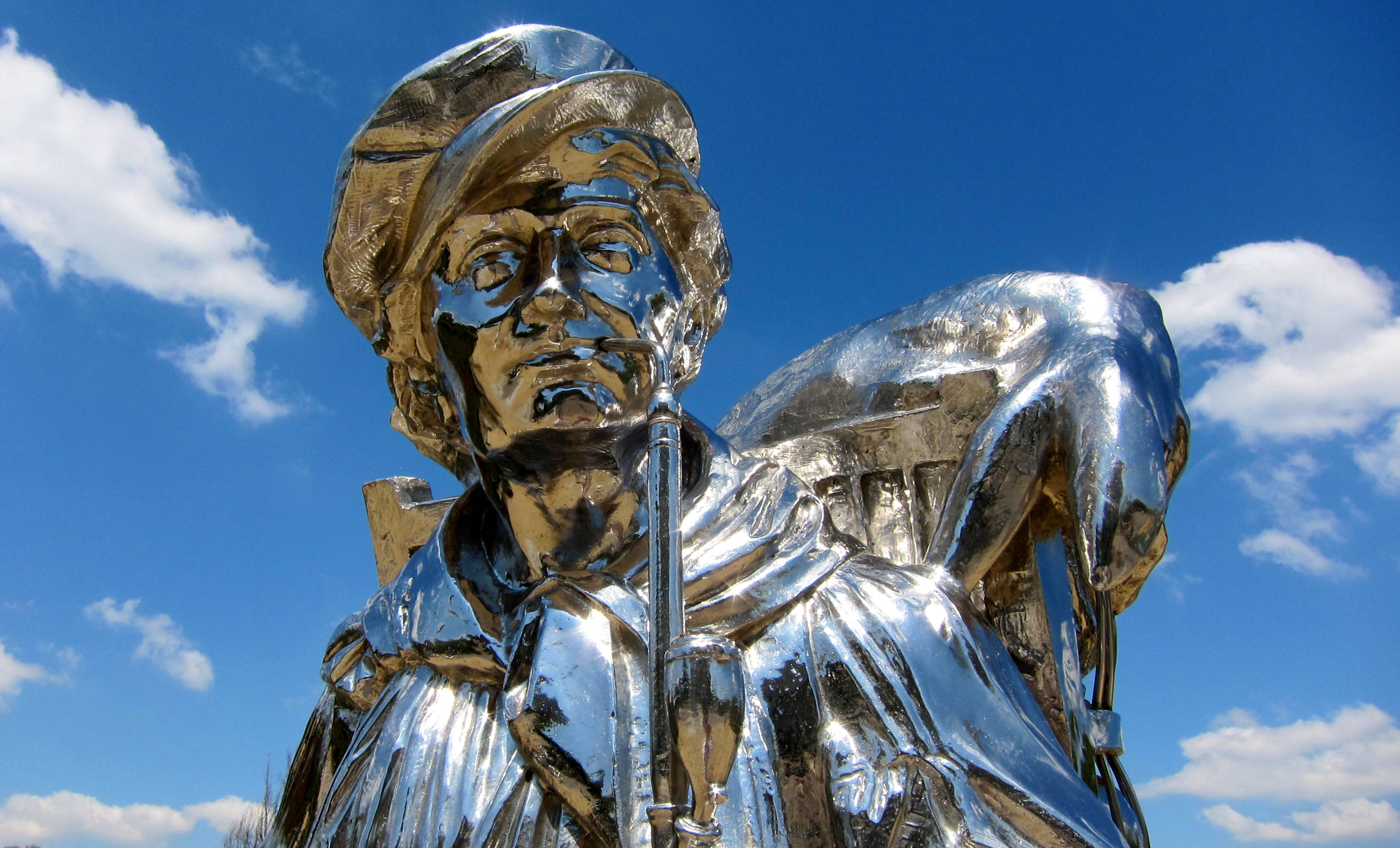
Jeff Koons : Kiepenkerl
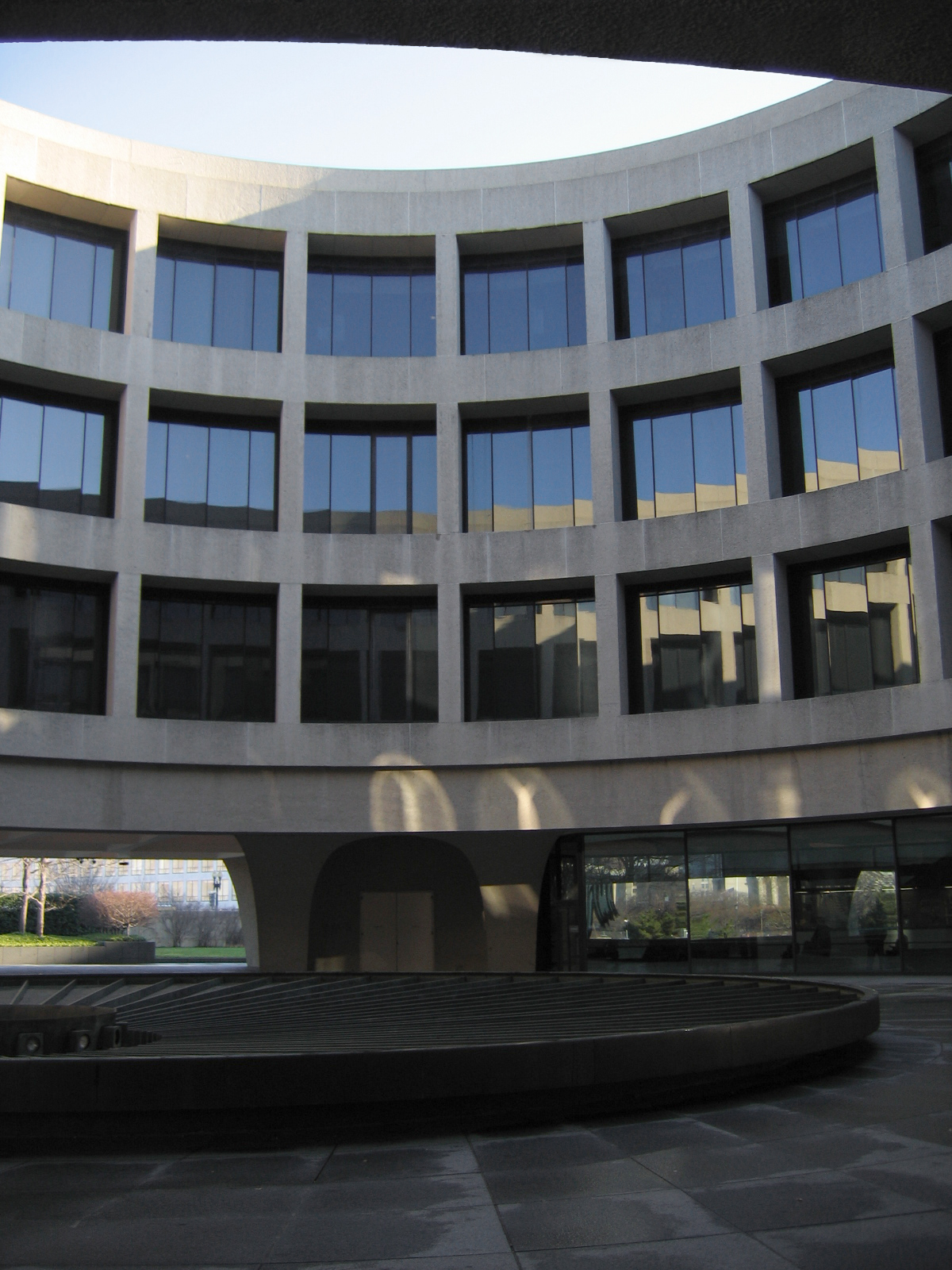
La cour intérieure du musée
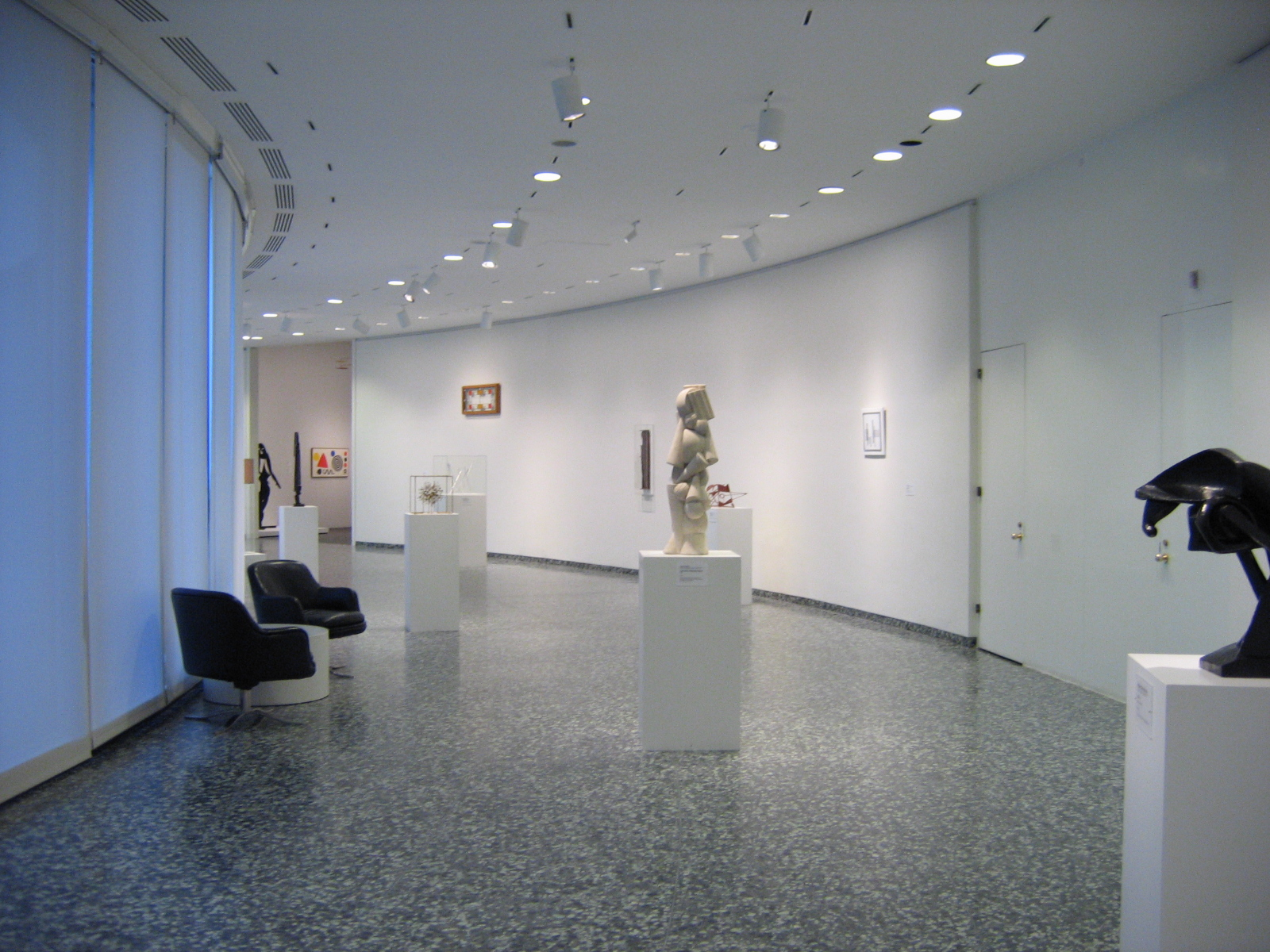
Les collections
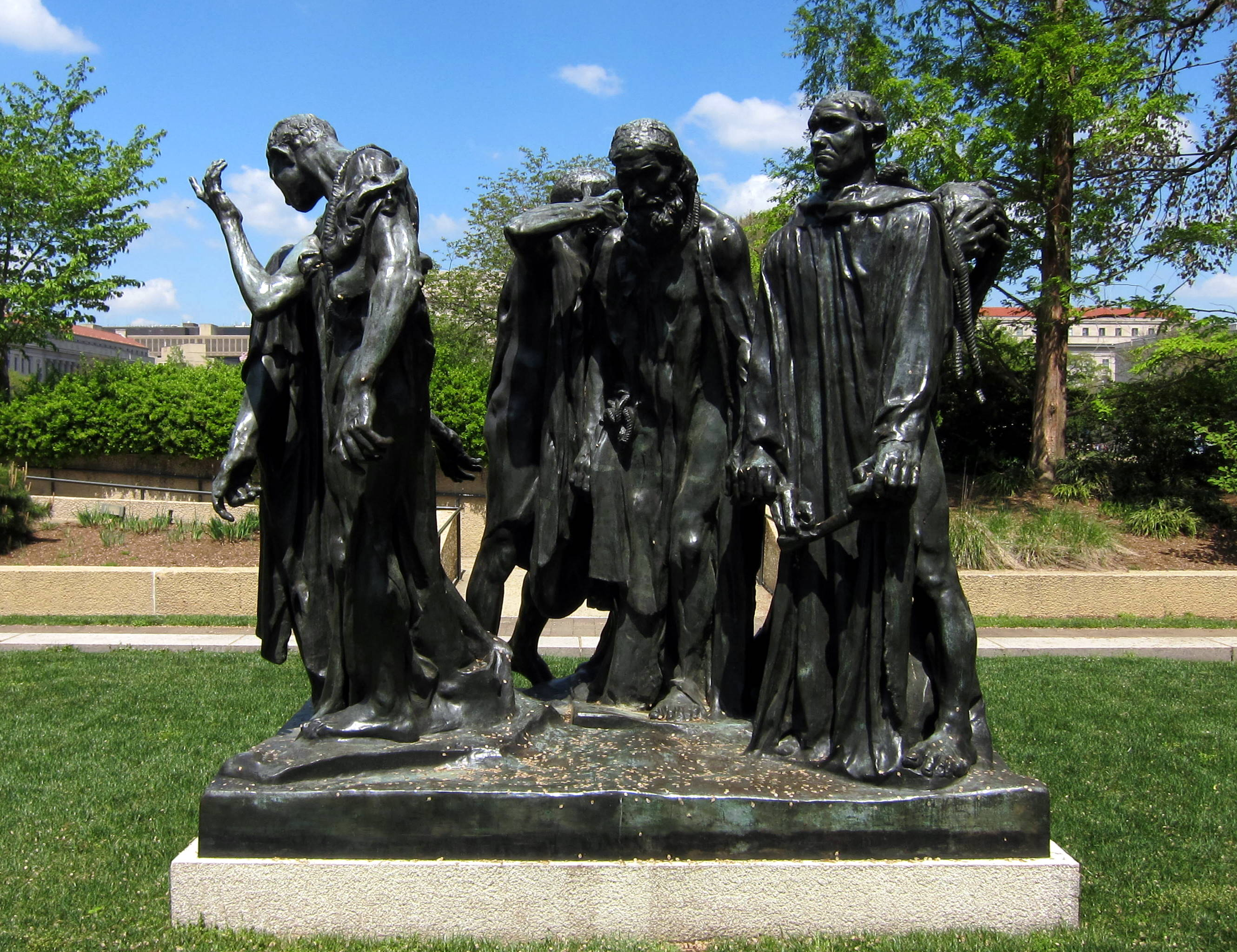
Auguste Rodin : Les Bourgeois de Calais
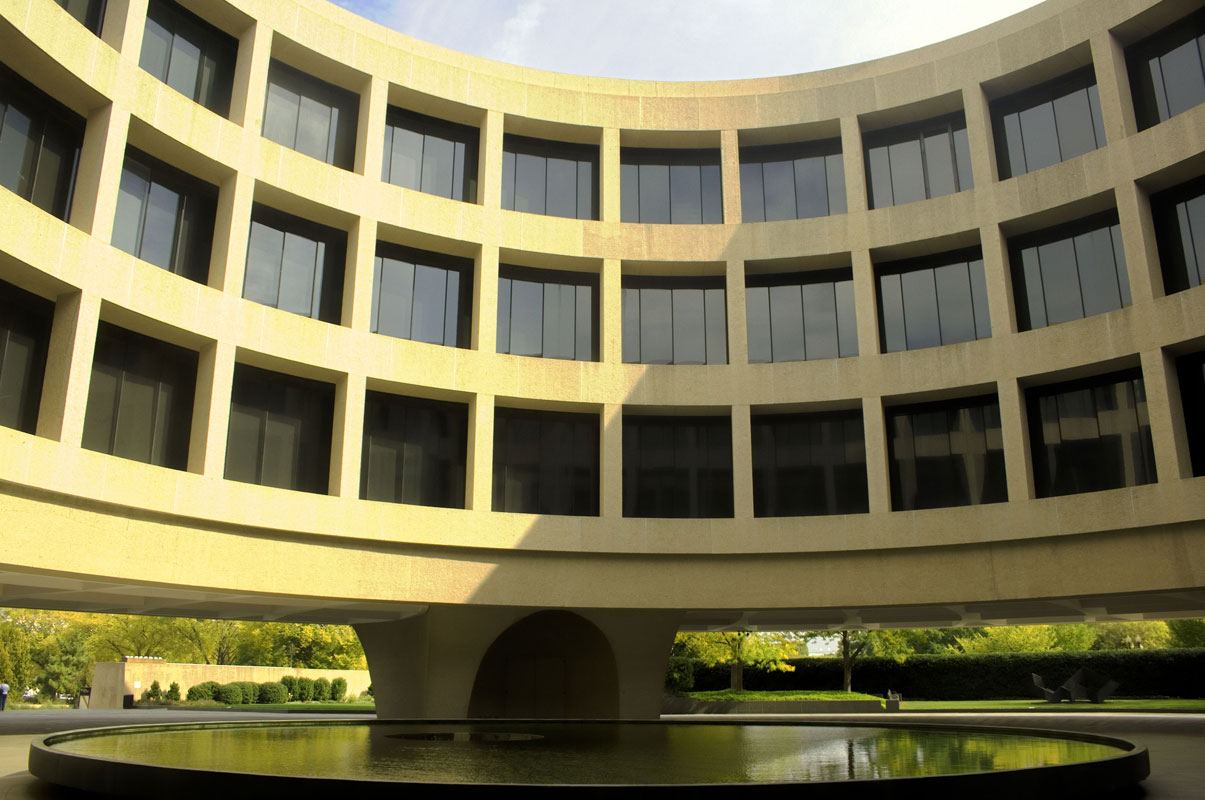
Cour intérieure et fontaine